# Чайкин, Николай Яковлевич
Николай Яковлевич Чайкин (15 февраля 1915 — 17 февраля 2000) — советский композитор и музыкальный педагог. Заслуженный деятель искусств РСФСР (1980). Ученик С. С. Богатырёва, Л. Н. Ревуцкого, Б. Н. Лятошинского.

## Биография
Преподавал в Музыкально-педагогическом институте им. Гнесиных с 1951 года, с 1964 года в Горьковской консерватории (с 1972 профессор), в 1973—1978 преподавал также в Белорусской консерватории. Среди его учеников: Ю. И. Казаков, В. И. Федосеев, А. И. Полетаев.
С 1930 по 1938 год играл в оркестре народных инструментов Харьковского радио (гармоника-флейта). 
С 1941 по 1945 дирижер Ансамбля песни и пляски Киевского военного округа. В годы войны награждён Орден Красной Звезды (1943), медалями «За боевые заслуги» (1944), «За оборону Сталинграда» и другими.
В 1946—1956 годы — редактор Музгиза в Москве. С 1938 преподавал в Киевской консерватории. В 1951—1964 годы преподавал на факультете народных инструментов Музыкально-педагогического института им. Гнесиных.
Написал учебное пособие «Курс чтения партитур для оркестра русских народных инструментов» (в 2 томах, М., 1966—1967).
Автор первой сонаты для баяна (1944), балета «По щучьему велению, или Волшебная балалайка» (1987), 2 концертов для баяна с оркестром (1951, 1972), произведений для духового оркестра и оркестра народных инструментов, кантаты о В. И. Ленине «Великий учитель» (1960); песенно-ораториальный цикл «Моя родная страна» (1981).
Чайкин был участником международных конгрессов и симпозиумов, посвященных вопросам исполнительства на народных музыкальных инструментах, членом жюри международных конкурсов, а также конкурсов аккордеонистов. С 1970 по 1972 год являлся вице-президентом Международной конфедерации аккордеонистов при ЮНЕСКО .
Член Союза композиторов СССР с 1944 года.
Скончался 17 февраля 2000 года на 86-м году жизни. Похоронен на Домодедовском кладбище.
В декабре 2017 года на здании в Газетном переулке, д. 13/15, стр. 1, где жил и работал композитор, открыта мемориальная доска .